# Boscos decidus secs de la Vall de Narmada
Els boscos caducifolis secs de la vall de Narmada són una ecoregió de bosc sec tropical de l'Índia central. L'ecoregió es troba principalment en l'estat de Madhya Pradesh, però s'estén per territoris dels estats de Chhattisgarh, Maharashtra i Uttar Pradesh.

## Situació i Geografia
Els boscos caducifolis secs de la Vall de Narmada cobreixen una àrea de 169.900 km² de la vall inferior del riu Narmada i les terres altes circumdants de la serralada de Vindhya a nord i l'extrem occidental de la serralada Satpura a sud. La vall de Narmada és una vall de fons pla amb direcció est-oest, geològicament una fossa tectònica, que separa els dos altiplans. La serralada de Vindhya separa la vall de l'altiplà de Malwa i el pla de Bundelkhand cap al nord. La serralada Satpura aconsegueix una altura de 1.300 metres i tanca la vall pel sud que la separa de l'altiplà de Dècan. L'ecoregió inclou la part occidental dels Satpuras, i també s'estén a al sud-est al llarg del flanc oriental de la serralada dels Ghats Occidentals. Les terres altes d'aquesta ecoregió són els límits septentrionals de la península índia.
Les precipitacions en l'ecoregió són altament estacionals; una estació seca de set a vuit mesos és seguida pel monsó del sud-oest de juny a setembre, que porta de 1,200-1,500 mm de precipitació en un any de mitjana. Molts arbres perden les seves fulles durant la llarga estació seca per conservar la humitat.
L'ecoregió es troba entre boscos humits a nord-est, sud-est i sud-oest, que reben més precipitacions del monsó sud-oriental, i els boscos i matolls més secs del Dècan a sud i Malwa i Gujarat a l'oest i nord-oest. L'ecoregió dels boscos humits decidus humits de les planes de l'Alt Ganges es troben al nord-est, en la plana al·luvial del riu Ganges i els seus afluents per sota del Vindhyas oriental i el pla de Bundelkhand. Els boscos caducifolis secs de Chota Nagpur es troben en l'altiplà de Chota Nagpur a l'est. Els boscos humits de fulla caduca de les terres altes de l'Est, que reben més humitat anual de la Badia de Bengala, es troben al sud-est. A el sud-oest, al llarg de l'espina dorsal dels Ghats Occidentals, es troben els boscos humits de fulla caduca dels Ghats occidentals del Nord que reben més humitat dels vents de monsó d'el sud-oest de la mar Aràbiga.
A sud, l'altiplà del Dècan de Maharashtra es troba a l'ombra orogràfica dels Ghats Occidentals, i allí es troba l'ecoregió dels boscos secs caducifolis de l'altiplà Central del Dècan de Vidarbha i el bosc sec de matolls espinosos del Dècan de Kandesh. Els boscos caducifolis secs de Kathiarbar Gir cobreixen la major part de Malwa al nord-oest i les terres baixes de Gujarat a l'oest.

## Flora
La vegetació natural de la regió és un bosc de tres nivells adaptat al clima del monsó i l'estació seca. Els boscos solen tenir un dosser superior a 15-25 metres, un sotabosc de 10-15 metres d'arbres més petits i arbustos grans, i un matoll de 3-4 metres. La teca (Tectona grandis) és l'arbre dominant del dosser, en associació amb el banús de Coromandel (Diospyros melanoxylon), dhaora (Anogeissus latifolia), Lagerstroemia parviflora, Terminalia tomentosa, Lannea coromandelica, Hardwickia binata i Boswellia serrata. Les zones riberenques al llarg dels rius i rierols de les regions, que reben aigua durant tot l'any, són la llar de boscos humits de fulla perenne, les espècies dominants d'arbres són Terminalia arjuna, Syzygium cumini, Syzygium heyneanum, Salix tetrasperma, Homonoia ripària i Vitex negundo.

## Fauna
L'ecoregió és la llar de 76 espècies de mamífers, cap dels quals és endèmic, encara que diversos d'ells, incloent el tigre de Bengala (Panthera tigris tigris), juntament amb el gaur (Bos gaurus), el cuó (Cuon alpinus), l'os morrut (Melursus ursinus), el chusingha (Tetracerus quadricornis) i l'antílop negre, estan amenaçats.
L'ecoregió alberga 276 espècies d'aus, cap de les quals és endèmica. Les grans aus amenaçades inclouen el sisó emplomallat (Eupodotis indica) i la pioc salvatge de l'Índia (Ardeotis nigriceps).

## Conservació
Aquesta àrea està densament poblada i només al voltant del 30% de l'ecoregió està coberta per vegetació relativament intacta, però això inclou alguns grans blocs d'hàbitat a les muntanyes Vindhya i Satpura que són importants per a la preservació del tigre.
L'estatus de conservació de l'ecoregió segons WWF es qualifica com a Crític-En Perill. El nivell d'antropització és del 96.8 per cent.

## Àrees protegides
A partir de 1997, al voltant del 5% de l'ecoregió (7.500 km²) es troba dins d'àrees protegides, la major de les quals és la reserva de tigres Melghat el i santuari de Noradehi, mentre que altres inclouen els parcs nacionals de Bandhavgarh, Panna i Sanjay. Els plans per represar el riu Narmada tindran un impacte en la vida silvestre de l'ecoregió.